# CLIC2
CLIC2 (англ. Chloride intracellular channel 2) – білок, який кодується однойменним геном, розташованим у людей на X-хромосомі. Довжина поліпептидного ланцюга білка становить 247 амінокислот, а молекулярна маса — 28 356.
| 10         |  | 20         |  | 30         |  | 40         |  | 50         |
| ---------- |  | ---------- |  | ---------- |  | ---------- |  | ---------- |
| MSGLRPGTQV |  | DPEIELFVKA |  | GSDGESIGNC |  | PFCQRLFMIL |  | WLKGVKFNVT |
| TVDMTRKPEE |  | LKDLAPGTNP |  | PFLVYNKELK |  | TDFIKIEEFL |  | EQTLAPPRYP |
| HLSPKYKESF |  | DVGCNLFAKF |  | SAYIKNTQKE |  | ANKNFEKSLL |  | KEFKRLDDYL |
| NTPLLDEIDP |  | DSAEEPPVSR |  | RLFLDGDQLT |  | LADCSLLPKL |  | NIIKVAAKKY |
| RDFDIPAEFS |  | GVWRYLHNAY |  | AREEFTHTCP |  | EDKEIENTYA |  | NVAKQKS    |

A: Аланін

C: Цистеїн

D: Аспарагінова кислота

E: Глутамінова кислота

F: Фенілаланін

G: Гліцин

H: Гістидин

I: Ізолейцин

K: Лізин

L: Лейцин

M: Метіонін

N: Аспарагін

P: Пролін

Q: Глутамін

R: Аргінін

S: Серин

T: Треонін

V: Валін

W: Триптофан

Кодований геном білок за функціями належить до іонних каналів, потенціалзалежних каналів, хлорних каналів. 
Задіяний у таких біологічних процесах, як транспорт іонів, транспорт. 
Білок має сайт для зв'язування з хлоридом. 
Локалізований у цитоплазмі, мембрані.